# Wilhelmsthal (Gerstungen)
Wilhelmsthal ist ein Ortsteil von Eckardtshausen der Gemeinde Gerstungen in Thüringen.

## Geografie
Der Ort Wilhelmsthal befindet sich im Westteil des Thüringer Waldes, im Tal der  Elte. Wilhelmsthal liegt etwa sieben Kilometer (Luftlinie) östlich von Marksuhl, drei Kilometer östlich von Eckardtshausen, etwa 13 Kilometer nördlich der Kreisstadt Bad Salzungen und etwa sechs Kilometer südlich von Eisenach. Zum Ort Wilhelmsthal gehört das von einem Landschaftspark umgebene Jagdschloss Wilhelmsthal mit dem Wilhelmsthaler See.

## Geschichte
Der jetzt zu Eckardtshausen zählende Ort Wilhelmsthal geht auf das 1349 erwähnte Dorf Wintershusen zurück. Dieses befand sich am Rande eines als Winterkasten bezeichneten Forstbezirkes – der sich von der Werra bei Bad Salzungen, über den westlichen Teil des Moorgrundes, Gräfen-Nitzendorf, Oberrohn, Möhra, Kupfersuhl, Wackenhof und Eckardtshausen bis zum Rennsteig ausbreitete und für den Betrieb der Saline von Salzungen das Brennholz lieferte. Im 16. Jahrhundert begann man südlich und westlich von Wilhelmsthal bei Kupfersuhl, dem Wackenhof und beim Forstort Attchenbach mit der Förderung und Verhüttung von Kupfererzen. Etwa zeitgleich wurde bei Wintershausen eine herzögliche Wildscheuer, später an gleicher Stelle ein Jagdhaus und um 1700 das durch Herzog Johann Wilhelm erbaute Schloss Wilhelmsthal errichtet, dessen Namen auch der Ort übernahm. Die Jagdleidenschaft der Herzöge verhinderte eine Ausweitung der Bergbauaktivitäten. Im 18. Jahrhundert wurde ein ausgedehnter Forstbezirk als Jagdrevier eingezäunt und durfte nicht mehr von den Einwohnern der Umlandgemeinden betreten werden. Auf Betreiben der Großherzoglich-Sächsische Forstlehranstalt Eisenach wurde der verbliebene Teil der Wilhelmsthaler Forste (Gesamtgröße 2131 Hektar) als Lehrforst übernommen und erstmals wissenschaftlich dokumentiert. Am Rande der einstigen Siedlung Wintershausen war schon im 16. Jahrhundert eine herzogliche Försterei und der Auerhahn als Reiseherberge entstanden. Diese Kleinsiedlung wurde bis 1860 durch Zuzug weiterer Forstarbeiter auf 6 Wohnhäuser mit 24 Einwohnern vergrößert. Johann Wolfgang von Goethe war oft in Wilhelmsthal zu Gast und beschrieb die Wilhelmsthaler Landschaft in seinen Wahlverwandtschaften.
Am 27. September 1947 wurde das „Kinderdorf Wilhelmsthal“ eröffnet, es war eine von der Volkssolidarität und der staatlicher Verwaltung genutzte Heimstätte für Kriegswaisen – ähnlich den SOS-Kinderdörfern. Die Kinder und Jugendlichen wurden in den 1950er Jahren ganz im Sinne der staatlichen Bildungsdoktrin erzogen. Sie lebten mit ihren Erziehern in einem Gebäudekomplex des Verwaltungs- und Wirtschaftsbereiches des ehemaligen Schlosses Wilhelmsthal. Die Einrichtung wurde später in Kinderheim Ernst-Thälmann umbenannt.
Zu DDR-Zeiten gab es in Wilhelmsthal das Pionierferienlager „Maxim Gorki“.
Am 17. Juli 1951 besuchte Staatsratsvorsitzender Walter Ulbricht während eines Kuraufenthaltes in Bad Liebenstein das Pionierlager Maxim Gorki und das Kinderlager „Nikolai Ostrowski“.
In der Nacht vom 14. zum 15. Juni 1980 wurde Wilhelmsthal, insbesondere der Campingplatz am Altenberger See, von einem schweren Unwetter heimgesucht. Ein Tornado im oberen Bereich der Stärke F1 verursachte in den Wäldern schwere Schäden und forderte sechs Menschenleben. Weitere neun Personen wurden zum Teil schwer verletzt.

## Sehenswürdigkeiten
- Schloss Wilhelmsthal wurde von 1699 bis 1719 durch Herzog Johann Wilhelm erbaut, war zu DDR-Zeiten zunächst ein Kinderheim und später eine Sonderschule mit Internat.
- Wilhelmsthaler See
- Karthäuserberg  mit dem Aussichtspunkt Schwalbennest über dem Wilhelmsthaler See.
- Hochwaldgrotte unterhalb der Hohen Sonne.

Ein weiteres Baudenkmal im Ortsteil ist der Jägerhof, der sich in Privatbesitz befindet.

## Verkehr

### Straßenverkehr
Wilhelmsthal liegt unmittelbar an der Bundesstraße 19 im Abschnitt Eisenach – Meiningen. Über die Landesstraße 3020 erreicht man über Wolfsburg-Unkeroda in Förtha die Bundesstraße 84, Abschnitt Eisenach  – Marksuhl.

### Öffentlicher Personennahverkehr
Nach Wilhelmsthal verkehren folgende Buslinien der Verkehrsgemeinschaft Wartburgregion (VGW):
| Linie | Fahrstrecke                                                             | Betreiber                         |
| ----- | ----------------------------------------------------------------------- | --------------------------------- |
| 183   | Eisenach – Wilhelmsthal – Förtha – Gerstungen                           | Verkehr Werra OHG                 |
| 190   | Eisenach – Wilhelmsthal – Etterwinden – Bad Liebenstein – Bad Salzungen | Verkehrsunternehmen Wartburgmobil |
| 195   | Eisenach – Wilhelmsthal – Etterwinden – Bad Liebenstein                 | Verkehrsunternehmen Wartburgmobil |

## Persönlichkeiten
- Johann Conrad Sckell (1768–1834), Garteninspektor in Belvedere bei Weimar